# 2e congresdistrict van Alabama

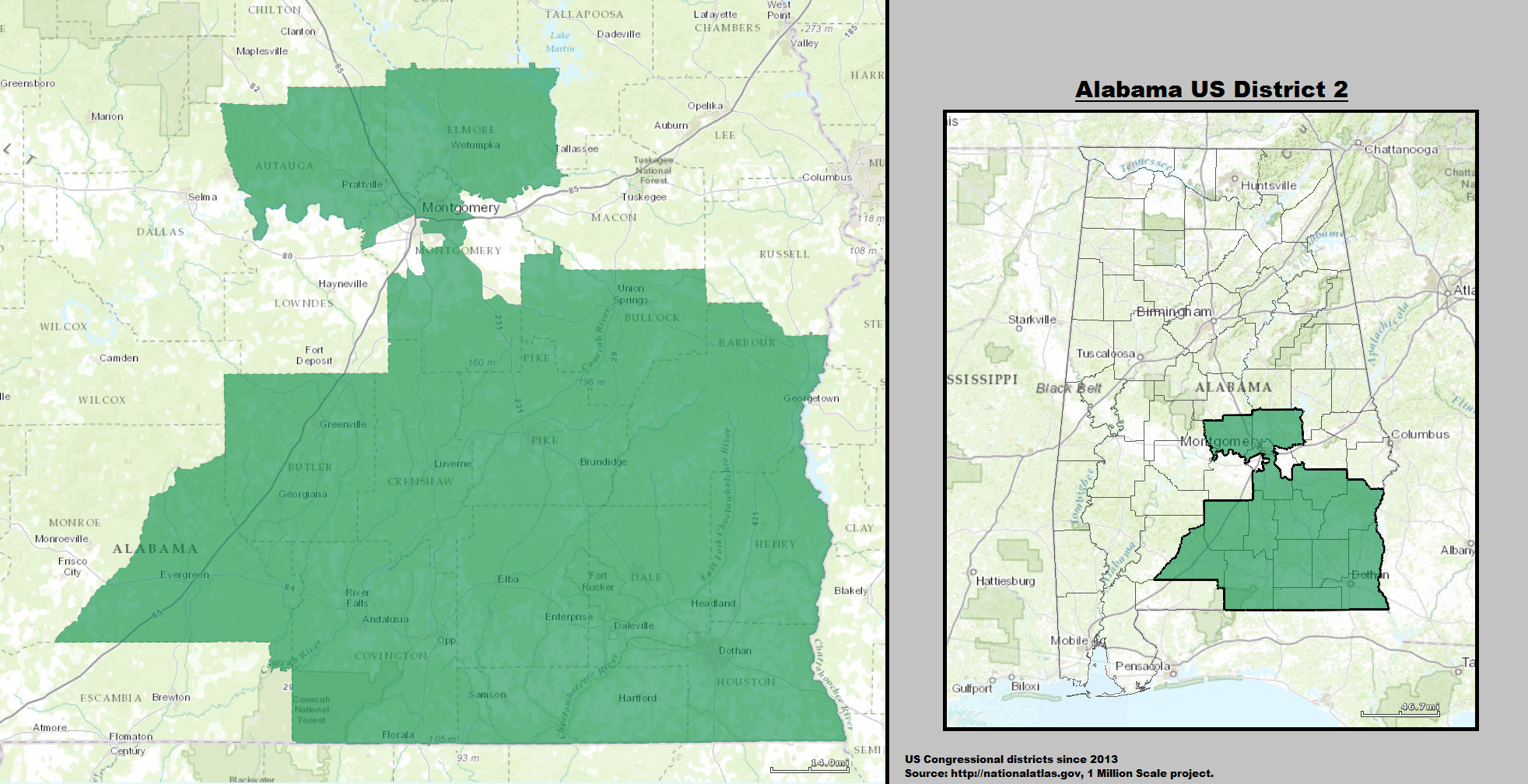
De locatie van het district in de staat Alabama.

Het 2e congresdistrict van Alabama is een kiesdistrict voor het Amerikaanse Huis van Afgevaardigden. Het district bevat de county's Mobile, Washington, Escambia, Baldwin en Monroe. Ook bevat het een deel van Clarke County. Sinds 3 januari 2011 is Republikein Martha Roby de afgevaardigde voor het district.

## Presidentsverkiezingen
| Jaar | Resultaten                          | Winnende partij | Winnende partij      |
| ---- | ----------------------------------- | --------------- | -------------------- |
| 2000 | George W. Bush 63% - Al Gore 36%    |                 | Republikeinse Partij |
| 2004 | George W. Bush 64% - John Kerry 36% |                 | Republikeinse Partij |
| 2008 | Barack Obama 33% - John McCain 67%  |                 | Republikeinse Partij |
| 2012 | Mitt Romney 61% - Barack Obama 38%  |                 | Republikeinse Partij |
| 2016 | Donald Trump - Hillary Clinton      |                 | Republikeinse Partij |